# Кроче, Карло
Карло Кроче (Carlo M. Croce; род. 17 декабря 1944, Милан, Италия) — итальяно-американский молекулярный генетик, специалист по генетике рака.
Профессор Университета штата Огайо, член Национальных Академии наук (1996) и Медицинской академии (2011) США.

## Биография
В 1969 году получил докторскую степень по медицине в Римском университете.
В 1970—1991 гг. в Вистаровском институте (США), профессор с 1976 года.
С 1980 по 1988 год также профессор Пенсильванского университета, а с 1987 по 1991 год — Children's Hospital of Philadelphia, к тому же в 1988—1991 гг. работал в Темпльском университете.
В 1991—2004 гг. директор онкоцентра Университета Томаса Джефферсона.
С 2004 года работает в Университете штата Огайо, занимая ряд должностей, в частности директора Института генетики и профессора.
С 1990 по 1999 год главред Cancer Research (journal).
Член Американской ассоциации исследований рака (1988) и её Академии (2013), фелло Американской академии искусств и наук (2010), Американской ассоциации содействия развитию науки (2011), Национальной академии изобретателей (2013), иностранный член Болонской академии наук (2013).

## Награды и отличия
- AACR[англ.]-Richard and Hinda Rosenthal Foundation Award (1990)
- Charles S. Mott Prize[англ.], General Motors Cancer Research Foundation (1993)
- Robert J. and Claire Pasarow Foundation Medical Research Award[англ.] (1994)
- Scientific Excellence in Medicine Award, American-Italian Cancer Foundation (1997)
- Raymond Bourgine Award (1999)
- Pezcoller Foundation-AACR International Award for Extraordinary Achievement in Cancer Research (1999)
- President of the Republic Prize, Национальная академия деи Линчеи (2003)
- Jeffrey A. Gottlieb Memorial Award, MD Anderson Cancer Center (2005)
- AACR-G.H.A. Clowes Memorial Award (2006)
- Henry M. Stratton Medal[нем.], American Society of Hematology (2007)
- Szent-Györgyi Prize for Progress in Cancer Research[англ.] (2008)
- Leopold Griffuel Prize[англ.] (2008)
- AACR Princess Takamatsu Memorial Lectureship[англ.] (2013)
- Health Prize, InBev-Baillet Latour Fund[англ.] (2013)
- Chauncey D. and Elizabeth W. Leake Speaker Award (2014)
- Outstanding Investigator Award, Национальный институт онкологии (2015)
- AACR Margaret Foti Award (2017)[3]
- Премия Дэна Дэвида одноимённого фонда (2018)[4]

Награждён орденом «За заслуги перед Итальянской Республикой» — высшим орденом Италии (2000) и Italian Gold Medal for Public Health (2003), а также Парижской золотой медалью (1999).